# Steuerzinsen
Steuernachforderungen und Steuererstattungen werden nur verzinst, soweit dies gesetzlich vorgeschrieben ist. Steuerliche Nebenleistungen (Säumniszuschlag, Verspätungszuschlag, Zwangsgeld u. ä.) werden nicht verzinst; es werden auch keine Zinseszinsen berechnet. Folgende Zinsarten kennt die AO:
- Zinsen auf Steuererstattungen oder Steuernachforderungen
- Stundungszinsen
- Zinsen bei Aussetzung der Vollziehung (sog. AdV-Zinsen)
- Hinterziehungszinsen

## Vollverzinsung
Die Vollverzinsung von Steueransprüchen wurde 1990 eingeführt. Gleichgültig, ob Steuernachforderung oder Steuererstattung, wird vom Finanzamt nach Ablauf einer zinslosen Dauer von 15 Monaten diese mit einem Satz von 0,15 % pro vollem Monat verzinst. Die Rechtsgrundlage bietet § 233a der Abgabenordnung.
Der Zinslauf beginnt 15 Monate nach dem Zeitpunkt, in dem die Steuer entstanden ist. Veranlagungssteuern entstehen grundsätzlich mit dem Ende des entsprechenden Kalenderjahres. Für die Einkommensteuer des Jahres 2004 begann der Verzinsungszeitraum demnach am 1. April 2006. Der Zinszeitraum endet mit der Steuerfestsetzung durch den entsprechenden Steuerbescheid.

## Verfassungswidrigkeit der Zinshöhe
Nach Auffassung des Bundesfinanzhofs (BFH-Beschluss vom 25. April 2018 IX B 21/18) war die frühere gesetzliche Regelung, Steuererstattungen und Nachzahlungen mit 0,5 % pro Monat zu verzinsen, zumindest ab dem Jahr 2015 nicht verfassungskonform. Das Gericht hatte einem Antrag auf Aussetzung der Vollziehung eines entsprechenden Zinsbescheides stattgegeben. Am 18. August 2021 gab das Bundesverfassungsgericht bekannt, dass die Höhe der Steuerzinsen mit jährlich 6 % ab dem Jahr 2014 verfassungswidrig war und diese für den Zeitraum seit 2019 zu korrigieren sind. Dem Gesetzgeber wurde auferlegt, bis zum 31. Juli 2022 eine Neuregelung zu treffen (Az. 1 BvR 2237/14 u. a.). Der Steuerzins wurde schließlich auf 0,15 % bzw. 1,8 % jährlich festgelegt. Dies gilt rückwirkend ab dem 1. Januar 2019.
Das Urteil und die Neuregelung betreffen aber nicht die Stundungs-, Aussetzungs- und Hinterziehungszinsen; somit gilt hierfür weiter der Zinssatz von 0,5 % pro Monat.

## Steuerpflicht der Erstattungszinsen
Die Erstattungszinsen sind im Jahr ihrer Zahlung Kapitaleinnahmen und damit der Einkommensteuer zu unterwerfen. Kapitalertragsteuer wird nicht erhoben. Die Zinsen auf Steuernachzahlungen konnten bis 1999 als Sonderausgaben abgezogen werden. Der Bundesfinanzhof hat am 15. Juni 2010 entschieden, dass Erstattungszinsen nicht steuerbar sind. Das Urteil wurde aber nicht veröffentlicht und von der Finanzverwaltung nicht angewandt. Seit dem Jahressteuergesetz 2010 sind Steuererstattungszinsen als Einnahmen aus Kapitalvermögen bzw. Betriebseinnahmen zu erfassen.

## Österreich
In Österreich liegen die dort Anspruchszinsen genannten Steuerzinsen 2 % über dem Basiszinssatz – seit 1. Juli 2025 betragen die Anspruchszinsen 3,53 %. Wenn die Anspruchszinsen den Betrag von 50 Euro nicht erreichen, unterbleibt die Festsetzung.